# Villanueva de la Torre (kommunhuvudort)
Villanueva de la Torre är en kommunhuvudort i Spanien.   Den ligger i provinsen Provincia de Guadalajara och regionen Kastilien-La Mancha, i den centrala delen av landet, 40 km nordost om huvudstaden Madrid. Villanueva de la Torre ligger 708 meter över havet och antalet invånare är 4 892.
Terrängen runt Villanueva de la Torre är platt åt nordväst, men åt sydost är den kuperad. Terrängen runt Villanueva de la Torre sluttar söderut. Runt Villanueva de la Torre är det tätbefolkat, med 331 invånare per kvadratkilometer. Närmaste större samhälle är Alcalá de Henares, 12,3 km söder om Villanueva de la Torre. Trakten runt Villanueva de la Torre består till största delen av jordbruksmark.